# Jiangbazi (sockenhuvudort i Kina, Xinjiang Uygur Zizhiqu, lat 39,45, long 76,70)
Jiangbazi (kinesiska: 江巴孜, 江巴孜乡) är en sockenhuvudort i Kina. Den ligger i den autonoma regionen Xinjiang, i den nordvästra delen av landet, omkring 1 000 kilometer sydväst om regionhuvudstaden Ürümqi. Antalet invånare är 32 704. Befolkningen består av 16 086 kvinnor och 16 618 män. Barn under 15 år utgör 28,0 %, vuxna 15-64 år 65 %, och äldre över 65 år 5,0 %.
Runt Jiangbazi är det ganska glesbefolkat, med 48 invånare per kvadratkilometer. Närmaste större samhälle är Kezileboyi, 15,0 km sydväst om Jiangbazi. Trakten runt Jiangbazi är ofruktbar med lite eller ingen växtlighet.
Genomsnittlig årsnederbörd är 122 millimeter. Den regnigaste månaden är maj, med i genomsnitt 27 mm nederbörd, och den torraste är december, med 2 mm nederbörd.